# Byrrhinus magnus
Byrrhinus magnus är en skalbaggsart som beskrevs av Wooldridge 1987. Byrrhinus magnus ingår i släktet Byrrhinus och familjen lerstrandbaggar. Inga underarter finns listade i Catalogue of Life.